# Thysanina capensis
Thysanina capensis là một loài nhện trong họ Trachelidae.
Loài này thuộc chi Thysanina. Thysanina capensis được miêu tả năm 2006 bởi Lyle & Haddad.